# 何育齋
何育齋（1881年—1943年），原名何載生，號育齋，廣東大埔縣人，客家箏派古箏家。
何育齋整理客家箏譜，編成《中州古調》23曲及《漢皋舊譜》37曲，客家箏派體系始成。另收集各地古曲，編成《曲詞拾遺》、《小曲匯存》，當中包括琵琶曲《潯陽月夜》、古琴曲《普庵咒》、三弦曲《道情》等。曾整理客家箏技法，著有《彈箏八法》，已迭。

## 主要學生
- 饒托生（横品）
- 罗九香（古箏）
- 饒競雄（古箏）
- 何少卿（古箏）
- 何九成（古箏）
- 饒從舉（揚琴）
- 饒碧初（琵琶）
- 饒淑樞（提胡）